# Велијашница
Велијашница је насељено мјесто у општини Рибник, Република Српска, БиХ. Према попису становништва из 1991. у насељу је живјело 288 становника.

## Становништво
| Националност       | 1991. | 1981. | 1971. | 1961. |
| Срби               | 286   | 277   | 242   | 306   |
| Југословени        |       | 1     |       |       |
| Хрвати             | 1     |       |       |       |
| остали и непознато | 1     |       |       |       |
| Укупно             | 288   | 278   | 242   | 306   |

| Демографија | Демографија | Демографија |
| Година      | Становника  | Становника  |
| ----------- | ----------- | ----------- |
| 1961.       | 306         |             |
| 1971.       | 242         |             |
| 1981.       | 278         |             |
| 1991.       | 288         |             |